# Passage Saint-Bernard
Le passage Saint-Bernard est une voie publique du 11e arrondissement de Paris, en France.

## Situation et accès
Le passage Saint-Bernard est situé dans le quartier Sainte-Marguerite, dans le faubourg Saint-Antoine, dans le 11e arrondissement de Paris. Parallèle à la rue de la Forge-Royale, il débute au 159, rue du Faubourg-Saint-Antoine et se termine au 8, rue Charles-Delescluze.
On peut diviser le passage en deux parties, l'une piétonnière et l'autre accessible aux automobiles. La première partie piétonnière est très étroite et pavée ; on y accède au niveau de la rue du Faubourg-Saint-Antoine et il se termine rue de Candie. La seconde partie, non alignée avec la première section, démarre rue du Candie et se termine au 8 de la rue Charles-Delescluze.

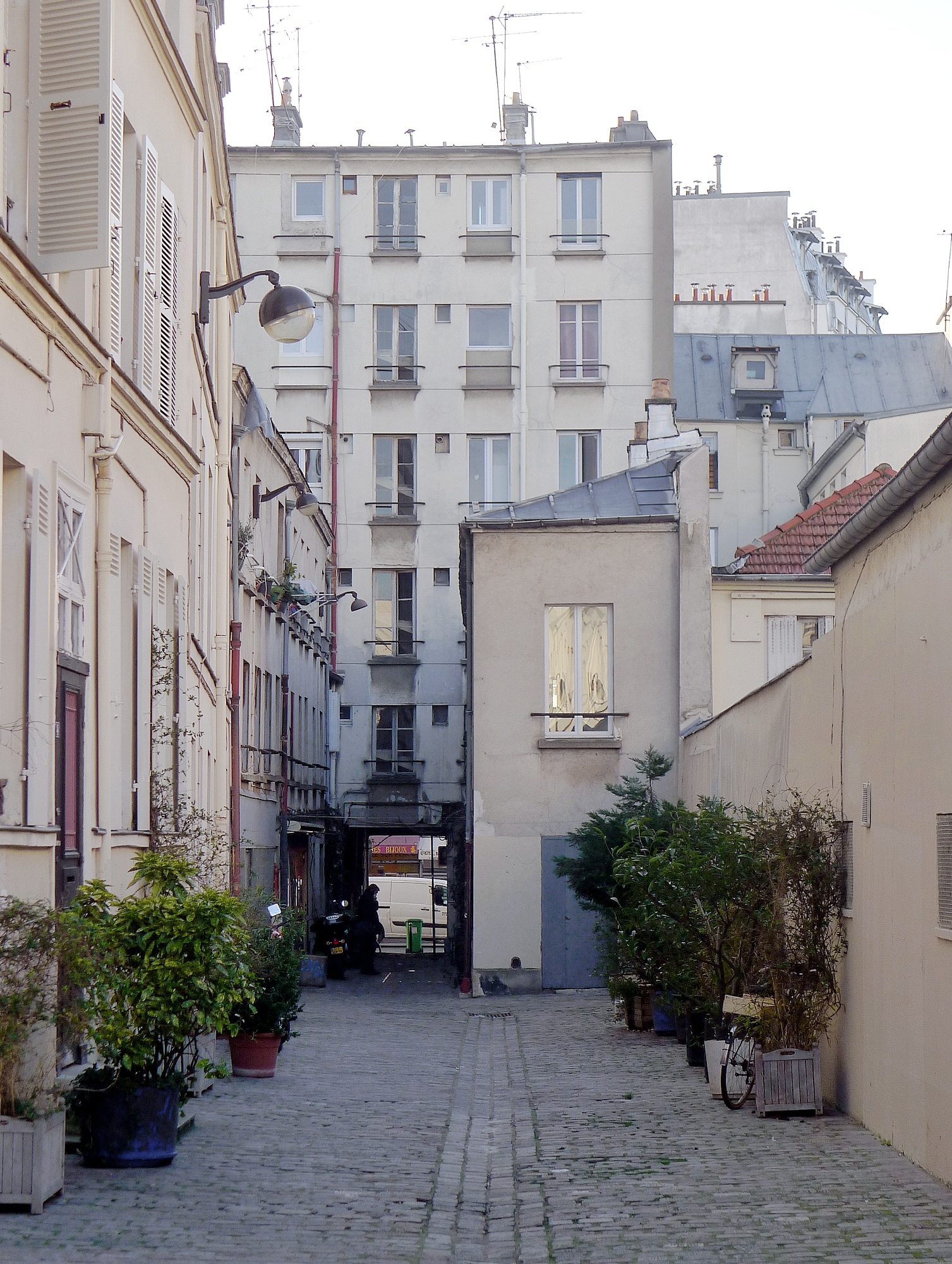
Première partie du passage.
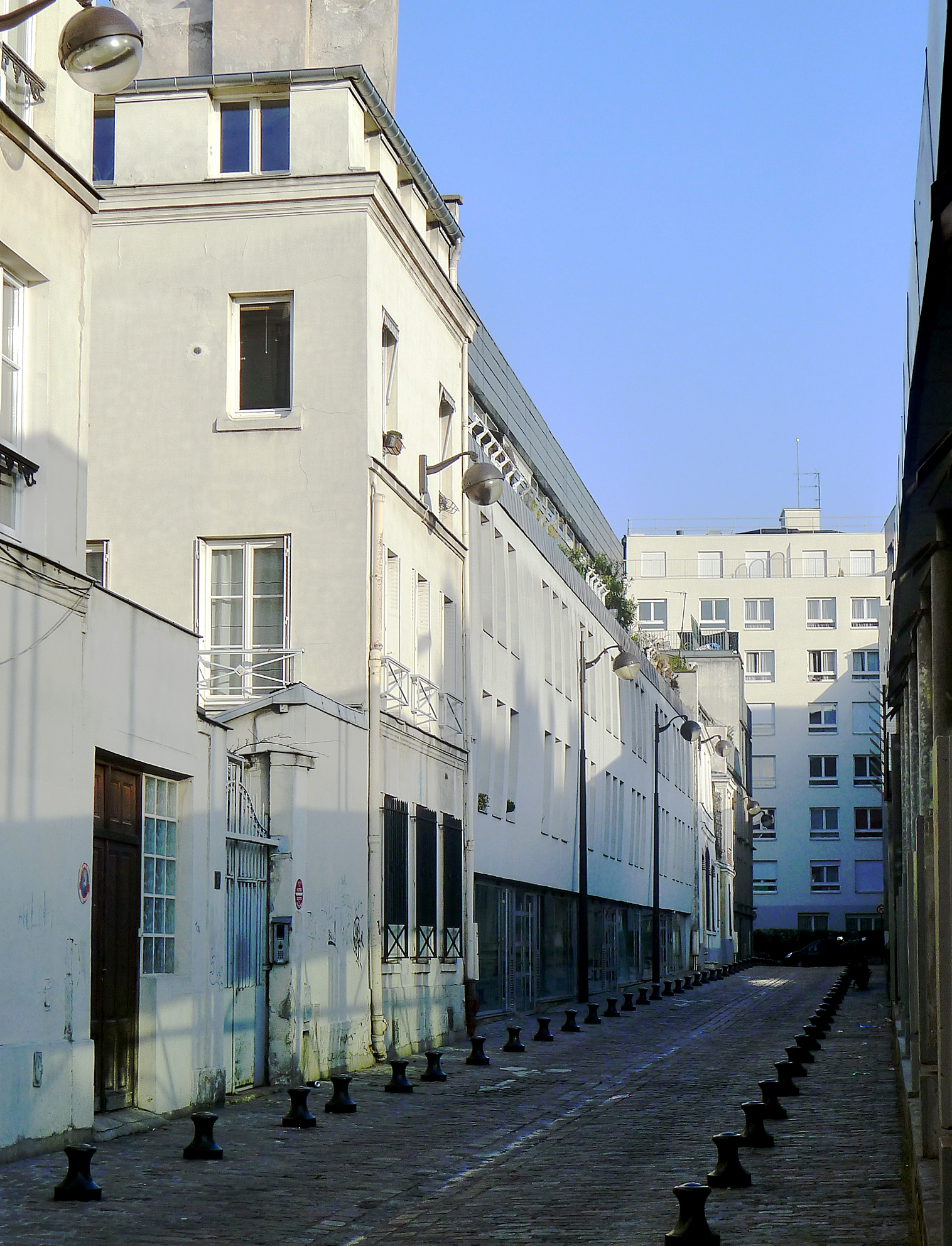
Seconde partie du passage.

## Origine du nom
Le passage Saint-Bernard tire son nom de celui de saint Bernard, saint patron des Bernardins dont l'abbaye Saint-Antoine-des-Champs suivait la règle.

## Historique
Ce passage en deux parties est ouvert en 1854.
L'ouverture de la rue Charles-Delescluze en 1930 a absorbé la partie du passage Saint-Bernard qui formait retour d'équerre sur la rue Saint-Bernard.